# Wahlkreis Spandau 2
Der Wahlkreis Spandau 2 ist ein Abgeordnetenhauswahlkreis in Berlin. Er gehört zum Wahlkreisverband Spandau und umfasst die Gebiete Neustadt, Altstadt Spandau und Klosterfelde.

## Abgeordnetenhauswahl 2023
Bei der Wahl zum Abgeordnetenhaus von Berlin 2023 traten folgende Kandidaten an:
| Name                              | Partei           | Anteil der Erststimmen | Anteil der Zweitstimmen |
| --------------------------------- | ---------------- | ---------------------- | ----------------------- |
| Ersin Nas                         | CDU              | 33,2 %                 | 33,9 %                  |
| Raed Saleh                        | SPD              | 26,0 %                 | 23,0 %                  |
| Tommy Tabor                       | AfD              | 13,3 %                 | 12,8 %                  |
| Bettina Jarasch                   | Grüne            | 10,2 %                 | 09,8 %                  |
| Nadine Krause                     | Die Linke        | 05,1 %                 | 05,6 %                  |
| Marina Gabel                      | Tierschutzpartei | 05,0 %                 | 04,1 %                  |
| Dominik Hamann                    | FDP              | 03,7 %                 | 03,8 %                  |
| Patrick Ließfeld                  | Die PARTEI       | 02,2 %                 | 01,5 %                  |
| Javier Peláez Romaguera           | dieBasis         | 00,8 %                 | 00,4 %                  |
| Harald Graetschel                 | ÖDP              | 00,3 %                 | 00,2 %                  |
| Michael Dönicke                   | BÜNDNIS21        | 00,3 %                 | 00,1 %                  |
| –                                 | Sonstige         | –                      | 04,8 %                  |
| Wahlberechtigte: 28.540 Einwohner |                  |                        |                         |
| Wahlbeteiligung: 50,9 %           |                  |                        |                         |

## Abgeordnetenhauswahl 2021
Bei der im Nachhinein für ungültig erklärten Wahl zum Abgeordnetenhaus von Berlin 2021 traten folgende Kandidaten an:
| Name                              | Partei           | Anteil der Erststimmen | Anteil der Zweitstimmen |
| --------------------------------- | ---------------- | ---------------------- | ----------------------- |
| Raed Saleh                        | SPD              | 32,3 %                 | 27,5 %                  |
| Ersin Nas                         | CDU              | 21,1 %                 | 21,5 %                  |
| Tommy Tabor                       | AfD              | 11,5 %                 | 11,0 %                  |
| Sebastian Sperlich                | Grüne            | 11,3 %                 | 11,6 %                  |
| Dominik Znanewitz                 | FDP              | 07,0 %                 | 06,9 %                  |
| Nadine Krause                     | Die Linke        | 06,4 %                 | 06,7 %                  |
| Marina Gabel                      | Tierschutzpartei | 05,6 %                 | 03,9 %                  |
| Patrick Ließfeld                  | Die PARTEI       | 02,6 %                 | 01,8 %                  |
| Javier Peláez Romaguera           | dieBasis         | 01,6 %                 | 01,2 %                  |
| Michael Dönicke                   | BÜNDNIS21        | 00,4 %                 | 00,2 %                  |
| Harald Graetschel                 | ÖDP              | 00,3 %                 | 00,2 %                  |
| –                                 | Team Todenhöfer  | –                      | 01,6 %                  |
| –                                 | Die Grauen       | –                      | 01,0 %                  |
| –                                 | Sonstige         | –                      | 04,9 %                  |
| Wahlberechtigte: 29.202 Einwohner |                  |                        |                         |
| Wahlbeteiligung: 66,0 %           |                  |                        |                         |

## Abgeordnetenhauswahl 2016
Bei der Wahl zum Abgeordnetenhaus von Berlin 2016 traten folgende Kandidaten an:
| Name                              | Partei           | Anteil der Erststimmen | Anteil der Zweitstimmen |
| --------------------------------- | ---------------- | ---------------------- | ----------------------- |
| Raed Saleh                        | SPD              | 37,2 %                 | 30,6 %                  |
| Ersin Nas                         | CDU              | 22,3 %                 | 21,5 %                  |
| Tommy Tabor                       | AfD              | 17,5 %                 | 17,3 %                  |
| Gollaleh Ahmadi                   | Grüne            | 06,5 %                 | 07,9 %                  |
| Cotyar Haji                       | Die Linke        | 05,9 %                 | 07,4 %                  |
| Helga Schaub                      | FDP              | 05,2 %                 | 05,5 %                  |
| ?                                 | Piraten          | 02,3 %                 | 01,7 %                  |
| Theresa Thiel                     | Die PARTEI       | 02,1 %                 | 01,5 %                  |
| Viktor Kalaschnikow               | ProD             | 01,0 %                 | 00,6 %                  |
| –                                 | Tierschutzpartei | 0–                     | 02,5 %                  |
| –                                 | Graue Panther    | 0–                     | 01,5 %                  |
| –                                 | Sonstige         | 0–                     | 02,0 %                  |
| Wahlberechtigte: 30.853 Einwohner |                  |                        |                         |
| Wahlbeteiligung: 57,7 %           |                  |                        |                         |

## Abgeordnetenhauswahl 2011
Bei der Wahl zum Abgeordnetenhaus von Berlin 2011 traten folgende Kandidaten an:
| Name                              | Partei           | Anteil der Erststimmen | Anteil der Zweitstimmen |
| --------------------------------- | ---------------- | ---------------------- | ----------------------- |
| Raed Saleh                        | SPD              | 39,9 %                 | 33,6 %                  |
| Lars Reinefahl                    | CDU              | 33,2 %                 | 30,2 %                  |
| Sieglinde Müller                  | Grüne            | 11,5 %                 | 12,4 %                  |
| Matthias Mackowiak                | Die Linke        | 04,9 %                 | 04,3 %                  |
| Siegfried Braun                   | Pro Deutschland  | 03,9 %                 | 02,1 %                  |
| Jürgen Bolte                      | NPD              | 03,1 %                 | 02,7 %                  |
| Mirjam Marel                      | BIG              | 01,9 %                 | 00,9 %                  |
| Helga Schaub                      | FDP              | 01,7 %                 | 01,8 %                  |
| –                                 | Piraten          | –                      | 07,9 %                  |
| –                                 | Tierschutzpartei | –                      | 02,0 %                  |
| –                                 | Sonstige         | –                      | 02,1 %                  |
| Wahlberechtigte: 31.248 Einwohner |                  |                        |                         |
| Wahlbeteiligung: 51,6 %           |                  |                        |                         |

## Abgeordnetenhauswahl 2006
Bei der Wahl zum Abgeordnetenhaus von Berlin 2006 traten folgende Kandidaten an:
| Name                              | Partei    | Anteil der Erststimmen |
| --------------------------------- | --------- | ---------------------- |
| Raed Saleh                        | SPD       | 39,1 %                 |
| Bettina Meißner                   | CDU       | 35,9 %                 |
| Angelika Höhne                    | Grüne     | 08,1 %                 |
| Mario Sperling                    | WASG      | 06,5 %                 |
| Ünsal Dönmez                      | FDP       | 06,1 %                 |
| Kevin Grau                        | Die Linke | 04,3 %                 |
| Wahlberechtigte: 31.206 Einwohner |           |                        |
| Wahlbeteiligung: 52,9 %           |           |                        |

## Abgeordnetenhauswahl 2001
Bei der Wahl zum Abgeordnetenhaus von Berlin 2001 traten folgende Kandidaten an:
| Name                              | Partei | Anteil der Erststimmen |
| --------------------------------- | ------ | ---------------------- |
| Hans-Georg Lorenz                 | SPD    | 41,8 %                 |
| Werner Krüger                     | CDU    | 37,6 %                 |
| Bernhard Jahntz                   | FDP    | 09,5 %                 |
| Rüdiger Lötzer                    | PDS    | 04,7 %                 |
| Manfred Bluhm                     | Grüne  | 04,6 %                 |
| Martina Seel                      | ödp    | 01,8 %                 |
| Wahlberechtigte: 31.385 Einwohner |        |                        |
| Wahlbeteiligung: 64,1 %           |        |                        |

## Abgeordnetenhauswahl 1999
Bei der Wahl zum Abgeordnetenhaus von Berlin 1999 traten folgende Kandidaten an:
| Name                              | Partei         | Anteil der Erststimmen |
| --------------------------------- | -------------- | ---------------------- |
| Werner Krüger                     | CDU            | 52,5 %                 |
| Hans-Georg Lorenz                 | SPD            | 32,5 %                 |
| Kerstin Thies                     | Grüne          | 05,1 %                 |
| Rüdiger Lötzer                    | PDS            | 03,9 %                 |
| Brigitte Flittner                 | Graue          | 02,6 %                 |
| Dieter Rolfsmeyer                 | FDP            | 01,5 %                 |
| Buguslav Zynga                    | Naturgesetz    | 00,9 %                 |
| Oliver Schultz                    | BID            | 00,7 %                 |
| Karl-Heinz Kehrberg               | Einzelbewerber | 00,4 %                 |
| Wahlberechtigte: 31.509 Einwohner |                |                        |
| Wahlbeteiligung: 61,7 %           |                |                        |

## Abgeordnetenhauswahl 1995
Der Wahlkreisverband Spandau umfasste bei der Abgeordnetenhauswahl am 22. Oktober 1995 sechs Wahlkreise, seit 1999 sind es fünf. Ein direkter Vergleich ist daher nicht möglich.

## Bisherige Abgeordnete
Direkt gewählte Abgeordnete des Wahlkreises Spandau 2:
| Jahr | Name              | Partei | Anteil der Erststimmen |
| ---- | ----------------- | ------ | ---------------------- |
| 2023 | Ersin Nas         | CDU    | 33,2 %                 |
| 2021 | Raed Saleh        | SPD    | 32,1 %                 |
| 2016 | Raed Saleh        | SPD    | 37,2 %                 |
| 2011 | Raed Saleh        | SPD    | 39,9 %                 |
| 2006 | Raed Saleh        | SPD    | 39,1 %                 |
| 2001 | Hans-Georg Lorenz | SPD    | 41,8 %                 |
| 1999 | Werner Krüger     | CDU    | 52,5 %                 |